# Lijst van voetbalinterlands Madagaskar - Soedan
Deze lijst van voetbalinterlands is een overzicht van alle officiële voetbalwedstrijden tussen de nationale teams van Madagaskar en Soedan. De landen hebben tot op heden drie keer tegen elkaar gespeeld. De eerste ontmoeting, een kwalificatiewedstrijd voor de Afrika Cup 2019, werd gespeeld in El Obeid op 9 juni 2017. Het laatste duel, een groepswedstrijd tijdens het African Championship of Nations 2022, vond plaats op 23 januari 2023 in Oran (Algerije).

## Wedstrijden
| № | Plaats       | Datum            | Competitie                           | Wedstrijd           | Uitslag |
| - | ------------ | ---------------- | ------------------------------------ | ------------------- | ------- |
| 1 | El Obeid     | 9 juni 2017      | Afrika Cup 2019 kwalificatie         | Soedan − Madagaskar | 1 − 3   |
| 2 | Antananarivo | 18 november 2018 | Afrika Cup 2019 kwalificatie         | Madagaskar − Soedan | 1 − 3   |
| 3 | Oran         | 23 januari 2023  | African Championship of Nations 2022 | Soedan − Madagaskar | 0 − 3   |

## Samenvatting
| Competitie                      | Totaal gespeeld | Winst Madagaskar | Gelijk | Winst Soedan | Doelsaldo Madagaskar – Soedan |
| ------------------------------- | --------------- | ---------------- | ------ | ------------ | ----------------------------- |
| Afrika Cup-kwalificatie         | 2               | 1                | 0      | 1            | 4 − 4                         |
| African Championship of Nations | 1               | 1                | 0      | 0            | 3 − 0                         |
| Totaal                          | 3               | 2                | 0      | 1            | 7 − 4                         |

FMF · A-internationals · Malagassisch vrouwenelftal
1960 – 1969 ·
1970 – 1979 ·
1980 – 1989 ·
1990 – 1999 ·
2000 – 2009 ·
2010 – 2019 ·
2020 − 2029
1963 ·
1964 ·
1965 ·
1966 · 
1967 ·
1968 ·
1969 · 
1970 · 
1971 · 
1972 ·
1973 · 
1974 ·
1975 ·
1976 ·
1977 ·
1978 · 
1979 ·
1980 · 
1981 · 
1982 ·
1983 · 
1984 ·
1985 · 
1986 ·
1987 ·
1988 ·
1989 ·
1990 ·
1991 ·
1992 ·
1993 ·
1994 · 
1995 ·
1996 ·
1997 ·
1998 ·
1999 · 
2000 · 
2001 · 
2002 · 
2003 · 
2004 · 
2005 · 
2006 · 
2007 · 
2008 · 
2009 · 
2010 · 
2011 · 
2012 · 
2013 ·
2014 ·
2015 ·
2016 ·
2017 ·
2018 ·
2019 ·
2020 ·
2021 ·
2022 ·
2023 ·
2024
Algerije ·
Angola ·
Benin ·
Botswana ·
Burkina Faso ·
Burundi ·
Centraal-Afrikaanse Republiek ·
Comoren ·
Congo-Brazzaville ·
Congo-Kinshasa ·
Egypte ·
Equatoriaal-Guinea ·
Ethiopië ·
Gabon ·
Gambia ·
Ghana ·
Guinee ·
Iran ·
Ivoorkust ·
Kaapverdië ·
Kameroen ·
Kenia ·
Kosovo ·
Lesotho ·
Liberia ·
Luxemburg ·
Malawi · 
Mali · 
Mauritanië ·
Mauritius · 
Mozambique · 
Namibië · 
Niger ·
Nigeria · 
Oeganda · 
Rwanda ·
Sao Tomé en Principe ·
Senegal ·
Seychellen · 
Soedan ·
Swaziland · 
Tanzania · 
Togo · 
Tsjaad ·
Tunesië · 
Zambia · 
Zimbabwe · 
Zuid-Afrika
SFA ·
Bondscoaches ·
Topscorers ·
Soedanees vrouwenelftal
1956 · 
1957 · 
1958 · 
1959 · 
1960 · 
1961 · 
1962 · 
1963 · 
1964 · 
1965 · 
1966 · 
1967 · 
1968 · 
1969 · 
1970 · 
1971 · 
1972 · 
1973 · 
1974 · 
1975 · 
1976 · 
1977 · 
1978 · 
1979 · 
1980 · 
1981 · 
1982 · 
1983 · 
1984 · 
1985 · 
1986 · 
1987 · 
1988 · 
1989 · 
1990 · 
1991 · 
1992 · 
1993 · 
1994 · 
1995 · 
1996 · 
1997 · 
1998 · 
1999 · 
2000 · 
2001 · 
2002 · 
2003 · 
2004 · 
2005 · 
2006 · 
2007 · 
2008 · 
2009 · 
2010 · 
2011 · 
2012 · 
2013 · 
2014 ·
2015 ·
2016 ·
2017 ·
2018 ·
2019 ·
2020 ·
2021
Algerije ·
Angola ·
Bahrein ·
Bangladesh ·
Benin ·
Burkina Faso ·
Burundi ·
Centraal-Afrikaanse Republiek ·
China ·
Congo-Brazzaville ·
Congo-Kinshasa ·
Djibouti ·
Egypte ·
Equatoriaal-Guinea ·
Eritrea ·
Ethiopië ·
Gabon ·
Ghana ·
Guinee ·
Guinee-Bissau ·
Irak ·
Ivoorkust ·
Jemen ·
Jordanië ·
Kameroen ·
Kenia ·
Koeweit ·
Lesotho ·
Libanon ·
Liberia ·
Libië ·
Madagaskar ·
Malawi ·
Mali ·
Marokko ·
Mauritanië ·
Mauritius ·
Mozambique ·
Nieuw-Zeeland ·
Niger ·
Nigeria ·
Oeganda ·
Oman ·
Palestina ·
Qatar ·
Rwanda ·
Saoedi-Arabië ·
Sao Tomé en Principe ·
Senegal ·
Seychellen ·
Sierra Leone ·
Somalië ·
Sri Lanka ·
Swaziland ·
Syrië ·
Tanzania ·
Togo ·
Tsjaad ·
Tunesië ·
Verenigde Arabische Emiraten ·
Zambia ·
Zimbabwe ·
Zuid-Afrika ·
Zuid-Korea ·
Zuid-Soedan